# Viitasaari (ö i Norra Savolax, Kuopio, lat 63,26, long 27,28)
Viitasaari är en ö i Finland. Den ligger i sjön Onkivesi och i kommunen Kuopio i den ekonomiska regionen  Kuopio ekonomiska region  och landskapet Norra Savolax, i den centrala delen av landet, 400 km norr om huvudstaden Helsingfors. Öns area är 1,62 kvadratkilometer och dess största längd är 2,9 kilometer i nord-sydlig riktning.